# Charlotte Erlanson-Albertsson
Eva Charlotte Erlanson-Albertsson, född Erlanson 13 december 1947 i Lund, är en svensk fysiologisk forskare och professor i medicinsk och fysiologisk kemi vid Lunds universitet.
Charlotte Erlanson-Albertsson påbörjade läkarstudier vid Lunds universitet 1965. Efter medicine kandidatexamen disputerade hon 1972 i medicinsk och fysiologisk kemi, handledd av Bengt Borgström. Avhandlingen handlade om hydrolysen av fett i tarmen och här fanns en nyupptäckt, nämligen upptäckten av proteinet colipas som en nödvändig kofaktor för lipas under fettspjälkningen.
Efter postdoktoral vistelse vid Centre National de la Recherche Scientific (CNRS) i Marseille 1972–1973 blev hon 1976 docent i medicinsk och fysiologisk kemi och 1991  universitetslektor i samma ämne. 1998–1999 var hon gästforskare vid CNRS i Meudon, Paris, och arbetade där med urkopplande proteiner, vilka kopplar ur ATP-syntesen och alstrar värme. 
1999 fick hon en sexårig tjänst som forskare vid Medicinska forskningsrådet i ämnet aptitreglering och energibalans. Samma år utnämndes hon till professor i medicinsk och fysiologisk kemi vid Lunds universitet.
Erlanson-Albertsson har i sin forskning arbetat med aptitkontroll, speciellt vad gäller den smakliga maten, den som innehåller fett och socker.
Hon identifierade en mättnadsspeptid, enterostatin som reglerar mättnad för fett 1988. År 2007 identifierade hon tillsammans med sin man komponenter från gröna blad, s.k. thylakoider, för att stärka aptitkontrollen för den smakliga maten, dvs. för fett och socker. Dessa ger minskat sötsug och minskad kroppsvikt. 
Erlanson-Albertsson har publicerat omkring 150 vetenskapliga artiklar. Därtill har hon skrivit flera läroböcker i cellbiologi och aptitreglering samt populärvetenskapliga böcker.
Erlanson-Albertsson ligger bakom en lagändring om föräldraledighet från år 1979, som innebar att föräldraledighet kunde förlängas om denna inträffade under en tidsbegränsad tjänst. Hon har skrivit boken Kvinnors hälsa tillsammans med Gunilla Jarlbro.
Erlanson-Albertsson är sedan 1998 ledamot av Kungliga Fysiografiska Sällskapet i Lund. Hon är även med i Österlenakademien som ledamot nummer 13.
Charlotte Erlanson-Albertsson gifte sig 1978 med professor Per-Åke Albertsson. Hon är dotter till Per Erlanson och moster till Gunhild Carling.

## Utgivna böcker
- Socker och fett på gott och ont,  ICA bokförlag, 2004
- Mat för hjärnan, ICA bokförlag, 2006
- Kvinnors hälsa: fakta och myter, tillsammans med Gunilla Jarlbro, 2009
- Kokbok för hjärnan, ICA bokförlag, 2009
- Maten som stärker din hälsa, ICA bokförlag, 2011
- Hunger och mättnad, Studentlitteratur, 2007
- Cellbiologi, Studentlitteratur, 2013